# Сельское поселение Залукодес
Се́льское поселе́ние Залукоде́с — муниципальное образование в составе Зольского района Кабардино-Балкарской Республики.
Административный центр — село Залукодес.

## Географическое положение
Муниципальное образование расположено в северной части Зольского района. В состав поселения входят два населённых пункта.
Площадь территории сельского поселения составляет — 52,67 км2. Из них около 47 км2 (92 %) составляют сельскохозяйственные угодья и пашни, 5 км2 (8 %) жилые и хозяйственные застройки.
Граничит с землями муниципальных образований: Зольское на востоке, Совхозное на юге, Шордаково на севере и Светловодское на северо-востоке.
Сельское поселение находится в предгорной зоне республики. Предгорные наклонные равнины в северной части сельского поселения переходят в возвышенности Джинальского хребта на юге. Средние высоты на территории сельского поселения составляют около 840 метров над уровнем моря. К югу от сельского поселения начинаются Зольские нагорные пастбища. 
Гидрографическая сеть на территории сельского поселения представлена реками Мокрая Золка, Золка Первая, Золка Вторая, Тлегуж и др. Имеются сероводородные и сульфатные источники, а также пресные родники. Из недр земли добывают известняк и другие осадочные горные породы.
Климат влажный умеренный. С тёплым летом и прохладной зимой. Средние показатели температуры составляют около +9,0°С колеблется от +21,0°С в июле до -3,0°С в январе. Среднегодовое количество осадков составляет около 800 мм. Основные ветры северо-западные.

## История
Сельское поселение в современных границах образовано в 1964 году, когда к Залукодесскому сельсовету было присоединено новообразованное село Дженал с прилегающими территориями.
В 1992 году Залукодесский сельсовет реорганизован и преобразован в Залукодесскую сельскую администрацию. 
В 2005 году Залукодесская сельская администрация преобразовано в муниципальное образование, со статусом сельского поселения, согласно Закону Кабардино-Балкарской Республики от 27.02.2005 №13-РЗ «О статусе и границах муниципальных образований в Кабардино-Балкарской Республике».

## Население
| 2002  | 2010  | 2012  | 2013  | 2014  | 2015  | 2016  |
| ----- | ----- | ----- | ----- | ----- | ----- | ----- |
| 1919  | ↘1911 | ↗1933 | ↘1923 | ↘1917 | ↘1915 | ↘1908 |
| 2017  | 2018  | 2019  | 2020  | 2021  | 2023  | 2024  |
| ↗1915 | ↘1908 | ↗1912 | ↘1907 | ↘1896 | ↗1911 | ↗1919 |
| 2025  |       |       |       |       |       |       |
| ↗1922 |       |       |       |       |       |       |

Процент от населения района — 3.77 %
Плотность — 36.49 чел./км2.
По данным Всероссийской переписи населения 2021 года:
| Народ                | Численность, чел. | Доля от всего населения, % | Доля от указавших нац-ть, % |
| -------------------- | ----------------- | -------------------------- | --------------------------- |
| кабардинцы (черкесы) | 1883              | 99,31 %                    | 99,58 %                     |
| * кабардинцы         | 1875              | 98,89 %                    | 99,15 %                     |
| * черкесы            | 8                 | 0,42 %                     | 0,42 %                      |
| другие               | 8                 | 0,42 %                     | 0,42 %                      |
| нет / не указано     | 5                 | 0,26 %                     | -                           |
| всего                | 1896              | 100 %                      | 100 %                       |

## Состав поселения
| № | Населённый пункт | Тип населённого пункта       | Население | Доля от населения (%) |
| - | ---------------- | ---------------------------- | --------- | --------------------- |
| 1 | Дженал           | село                         | ↗303      | 15,98 %               |
| 2 | Залукодес        | село, административный центр | ↘1593     | 84,02 %               |

## Местное самоуправление
Администрация сельского поселения Залукодес — село Залукодес, ул. Школьная, 3.
Структуру органов местного самоуправления сельского поселения составляют:
- Глава сельского поселения Залукодес — Дзамихов Мухамед Хизирович (с 5 декабря 2024 года).
- Местная администрация (исполнительно-распорядительный орган) — администрация сельского поселения Залукодес.

Аппарат местной администрации сельского поселения состоит из 7 человек.
- Представительный орган — Совет местного самоуправления сельского поселения Залукодес. Состоит из 12 депутатов.

## Экономика
В сельском поселении наиболее развиты возделывания культур картофеля, кукурузы и озимой пшеницы, а также молочное животноводство.

## Примечание
1. 1 2  Численность постоянного населения Российской Федерации по муниципальным образованиям на 1 января 2025 года — М.: Росстат, 2025.
2. ↑  Закон Кабардино-Балкарской Республики от 27 февраля 2005 года N 13-РЗ «О статусе и границах муниципальных образований в Кабардино-Балкарской Республике». Дата обращения: 7 марта 2018. Архивировано 3 марта 2018 года.
3. ↑  Численность населения Кабардино-Балкарской Республики по сельским населённым пунктам по итогам ВПН-2002
4. ↑  Численность населения КБР в разрезе населённых пунктов по итогам Всероссийской переписи населения 2010 года
5. ↑  Численность населения Российской Федерации по муниципальным образованиям. Таблица 35. Оценка численности постоянного населения на 1 январ
6. ↑  Численность населения Российской Федерации по муниципальным образованиям на 1 января 2013 года. Таблица 33. Численность населения городских округов, муниципальных районов, городских и сельских поселений, городских населённых пунктов, сельских населённых пунктов — Росстат, 2013. — 528 с.
7. ↑  Таблица 33. Численность населения Российской Федерации по муниципальным образованиям на 1 января 2014 года
8. ↑  Численность населения Российской Федерации по муниципальным образованиям на 1 января 2015 года
9. ↑  Численность населения Российской Федерации по муниципальным образованиям на 1 января 2016 года — 2018.
10. ↑  Численность населения Российской Федерации по муниципальным образованиям на 1 января 2017 года — М.: Росстат, 2017.
11. ↑  Численность населения Российской Федерации по муниципальным образованиям на 1 января 2018 года — М.: Росстат, 2018.
12. ↑  Численность населения Российской Федерации по муниципальным образованиям на 1 января 2019 года
13. ↑  Численность населения Российской Федерации по муниципальным образованиям на 1 января 2020 года
14. 1 2 3  Итоги Всероссийской переписи населения 2020 года (по состоянию на 1 октября 2021 года)
15. ↑  Численность постоянного населения Российской Федерации по муниципальным образованиям на 1 января 2023 года (с учётом итогов Всероссийской п — Росстат, 2023.
16. ↑  Численность постоянного населения Российской Федерации по муниципальным образованиям на 1 января 2024 года — Росстат, 2024.
17. ↑  Итоги Всероссийской переписи населения 2020 года. Том 5. Национальный состав и владение языками. Таблица 1. Национальный состав населения Кабардино-Балкарской Республики, городских округов и муниципальных районов. Дата обращения: 9 октября 2023. Архивировано 16 октября 2023 года.
18. ↑  указаны как кабардинцы
19. ↑  указаны как черкесы